# Isabella Leong
Isabella Leong Lok-Sze (chinês tradicional: 梁洛施; português:  Luísa Isabella Nolasco da Silva; Macau, 23 de junho de 1988, hoje Região Administrativa Especial de Macau da China) é uma atriz, cantora, modelo e artista marcial macaense com base em Hong-Kong.

## Origens e carreira
Isabella Leong é filha natural de pai português e chinês e de mãe inglesa e chinesa. Seu pai, Luís Alberto Marques Nolasco da Silva (Macau, Sé, 8 de Agosto de 1951 - Macau, São Lourenço, 20 de Janeiro de 1989), era descendente duma ilustre família macaense e faleceu quando Isabella contava apenas poucos meses de idade. Sua mãe trabalhava como croupier em um dos vários casinos de Macau. Para ajudar no sustento da família, Isabella Leong abandonou a escola com 12 anos, a fim de se tornar uma modelo para o Emperor Entertainment Group.
Posteriormente ela se voltou à música e lançou seu primeiro álbum, "Isabella", aos 16 anos de idade. Foi um pouco mais tarde que ela iniciou a sua carreira de atriz. No período de 2005 a 2007, rodou vários filmes em sequência, incluindo "The Eye 10", "Bug Me Not!", "Isabella", "Diary" e "Spider Lilies".
Com o filme "Isabella" atinge o reconhecimento internacional, tendo o filme sido ainda agraciado por prêmios no Festival de Berlim e na Ásia. "Isabella" ainda figura como um dos poucos veículos da tela grande a dimensionar os ambientes cultural e emocional macaenses durante o fim do controle português. 
O filme permitiu-lhe ganhar uma série de indicações a prêmios - Melhor Atriz no Hong Kong Film Awards, no Fantasporto, e um prêmio no Golden Bauhinia Awards de Melhor Novo Artista. No Hong Kong Film Awards 2007, Leong recebeu duas indicações: uma para Isabella, e outra para Diary - Melhor Atriz Coadjuvante; essas nomeações aumentaram ainda mais a sua popularidade.
Em 2007, Leong co-estrelou o filme "Lírios de Aranha" de temática lésbica ao lado da cantora pop e atriz taiwanesa Rainie Yang. "Lírios de Aranha" foi exibido no Festival de Berlim e ganhou o Prêmio Teddy de Melhor Longa-Metragem.
O seu début no cinema americano foi em "A Múmia: Tumba do Imperador Dragão", filme lançado pela Universal Studios em 2008.
Após um hiato de 5 anos a atriz voltou em 2013 com as filmagens de "Obsessed", um filme dirigido por Sylvia Chang e rodado em Taiwan, onde interpreta uma artista plástica sofrendo de depressão.

## EEG
Em abril de 2008 o Emperor Entertainment Group abriu um processo por quebra de contrato, que havia sido firmado junto à mãe de Isabella Leong quando ela contava apenas 12 anos. Isabella contra-ataca, alegando cláusulas de contrato abusivas. Em novembro daquele ano a batalha legal entre ela e EEG finaliza com a empresa liberando a artista para administrar a própria carreira.

## Vida privada
Isabella deu à luz em 2009 um filho do empresário Richard Li, filho do bilionário Li Ka-shing. Na época foi especulada a existência de um longo contrato pré-nupcial em andamento. Em junho de 2010, vieram à luz gêmeos do casal em São Francisco.
Em fevereiro de 2011, porém, Isabella anuncia a separação amigável de Richard Li. Ambos declararam que tem a intenção de criar os filhos conjuntamente.

## Discografia
| Álbum # | Descrição |
| ------- | --- |
| 1o.     | Isabella - Primeiro álbum versões A, B, C - Data de lançamento : 3 de setembro de 2004 - Língua : Cantonês - Peso : 300 g - Editora : Emperor Entertainment Group (HK) - Letra                                                       |
| 2o.     | I am Isabella (EP) - Data de lançamento : 8 de julho de 2005 - Língua : Cantonês - Peso : 260 g - Editora : Emperor Entertainment Group (HK)                                                                                         |
| 3o.     | To Find Love (EP) - Data de lançamento : 8 de julho de 2005 - Língua : Cantonês - Peso : 210 g - Editora : Emperor Entertainment Group (HK) - Letra                                                                                  |
| 4o.     | I am Isabella (Versao completa) - Data de lançamento : 16 de setembro de 2005 - Língua : Cantonês - Subtítulo : Chinês tradicional - Peso : 380 g - Editora : Emperor Entertainment Group (HK) - Outra informação : CD + VCD - Letra |
| 5o.     | Say Goodbye... Luisa (Disco Duplo) (CD+DVD) - Data de lançamento : 15 de agosto de 2006 - Língua : Cantonês - Subtítulo : Chinês tradicional - Peso : 210 g - Editora : Emperor Entertainment Group (HK) - Letra                     |

## Filmografia
| Ano  | Título                             | Papel                    |
| ---- | ---------------------------------- | ------------------------ |
| 2004 | Sunshine Heartbeat                 | Garota pedindo sorte     |
| 2005 | The Eye 10                         | April                    |
| 2005 | Bug Me Not!                        | Moon                     |
| 2005 | Dragon Squad                       | Filha de Kong            |
| 2005 | A Chinese Tall Story               | Red Child                |
| 2006 | McDull, the Alumni                 | Wing Yan                 |
| 2006 | Isabella                           | Cheung Bik-Yan           |
| 2006 | Dragon Tiger Gate                  | voz                      |
| 2006 | Diary (filme)                      | Leung Wing Na/Ho Lai Yee |
| 2006 | The Knot                           | Wang Xiao-rui            |
| 2007 | Simply Actors                      | Convidada                |
| 2007 | Spider Lilies                      | Takeko                   |
| 2008 | Missing                            | Chen Xiao-Kai            |
| 2008 | A Múmia: Tumba do Imperador Dragão | Lin                      |

## Prêmios
Fantasporto
- Melhor atriz por "Isabella"

Golden Bauhinia Awards (2006)
- Melhor atriz iniciante por "Isabella"

## Nomeações
Hong Kong Film Awards (2005)
- Melhor atriz iniciante "Bug Me Not"

Hong Kong Film Awards (2007)
- Melhor atriz por "Isabella"

Hong Kong Film Awards (2007)
- Melhor atriz coadjuvante por "Diary"

Golden Bauhinia Awards (2007)
- Melhor atriz coadjuvante por "Diary"